# Yahoo (letteratura)

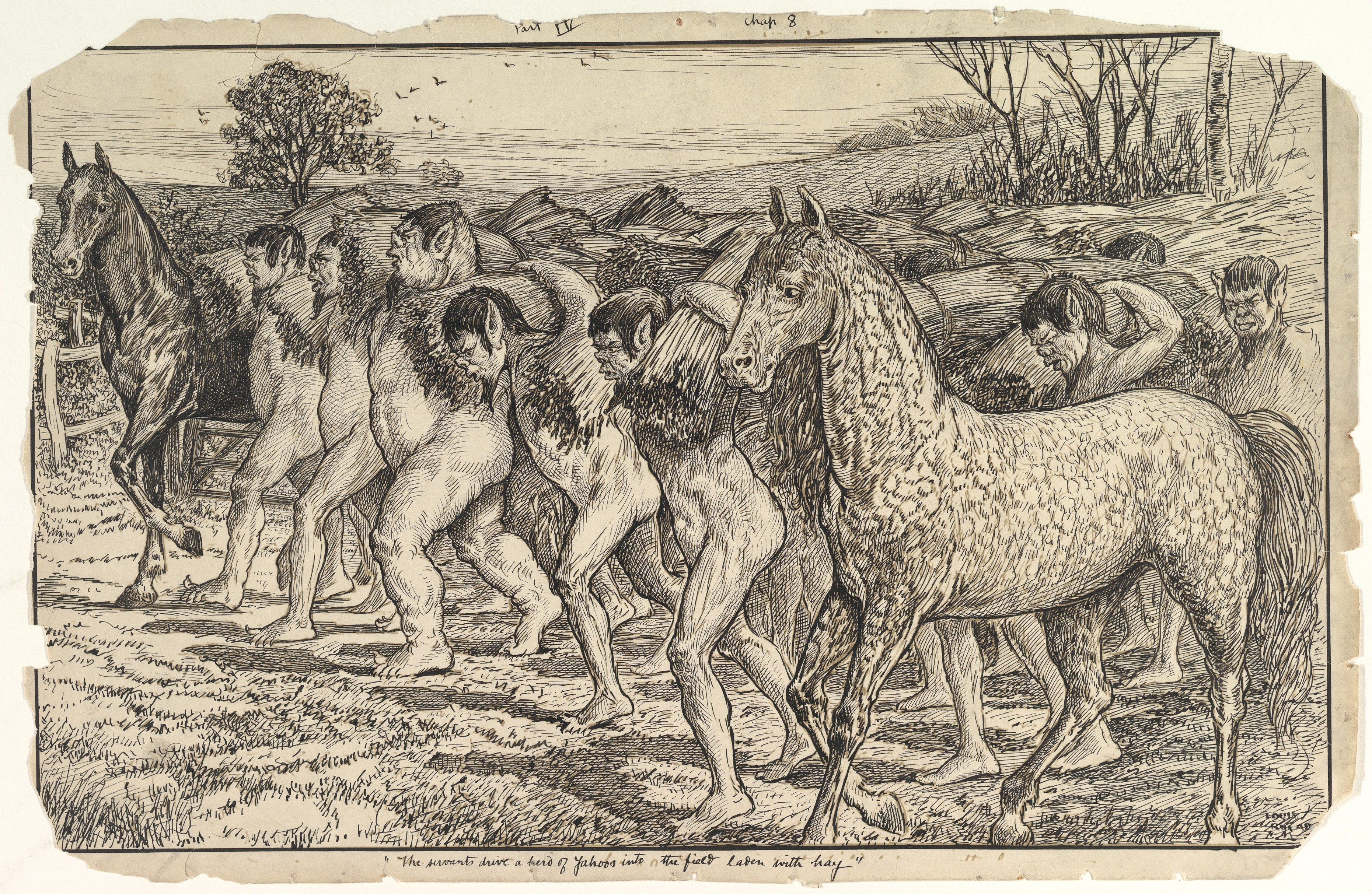
Gli Yahoo insieme agli Houyhnhnm.

Uno Yahoo è un essere immaginario del romanzo satirico-fantastico I viaggi di Gulliver di Jonathan Swift.

## Descrizione
Jonathan Swift, irlandese di nascita, pastore anglicano e sferzante polemista settecentesco, descrive gli Yahoo come creature vili e selvagge, esseri ripugnanti e con sgradevoli e brutali abitudini, che rassomigliano agli esseri umani apparentemente solo nel corpo, poiché vivono su di un'isola inesplorata nella quale la razza dominante e razionale è quella dei cavalli, chiamati localmente Houyhnhnm. Il Dr. Lemuel Gulliver naufraga sull'isola nel suo quarto viaggio, dopo aver già visto Lilliput, Brobdingnag e l'isola volante di Laputa: dapprima non riesce a trovare affinità fra gli uomini del suo genere e gli Yahoo, ma poi, dopo aver conosciuto la società moralmente superiore degli Houyhnhnm, capisce che quelle creature non sono altro che gli umani di quella terra, e che come gli uomini sono malvagi, subdoli e bellicosi.
Fra le abitudini degli Yahoo c'è quella di procurarsi per sé delle pietruzze che trovano scavando nel fango e di conservarle gelosamente, reagendo in modo brutale a chi li voglia privare di esse; i cavalli non sanno cosa facciano di una pietra tale, eppure se gli yahoo la perdono ci rimangono malissimo: ciò è una evidente parodia satirica del disastroso materialismo e dell'ignoranza della classe dirigente inglese dell'epoca di Swift.
Gli Houyhnhnms affermano che i primi due Yahoo sono stati visti nella loro terra sulla cima di una montagna, e molti di loro credono che essi siano stati in qualche modo creati dal fango.

## Il termineYahoo
La somiglianza della parola Yahoo con il nome del re d'Israele Jehu è ritenuta quasi unanimemente casuale, tanto che molti assimilano il termine piuttosto al nome di un certo Yaho, un uomo nero molto conosciuto a Londra all'epoca di Swift.
Dopo la diffusione del romanzo I viaggi di Gulliver il termine Yahoo è diventato con gli anni sinonimo di stupido, uomo selvaggio o cavernicolo.
L'espressione "yahoo life" è adoperata da T.E. Lawrence nel suo libro I sette pilastri della saggezza per descrivere le estreme condizioni di vita dei soldati nel deserto, ridotti al limite della brutalità.

## Curiosità
- L'esploratore americano Daniel Boone sostenne di aver ucciso un gigante peloso[2] che lui stesso chiamò Yahoo.
- Prende il nome dal popolo immaginato da Swift la società americana Yahoo!, tra i pionieri di Internet, fondata nel 1994 e ad oggi controllata da Verizon Media[3].